# مشعلية رأسية الأزهار
مشعلية رأسية الأزهار (الاسم العلمي:Aethionema cephalanthum) هي نوع من النباتات تتبع جنس المشعلية من الفصيلة الصليبية.